# خانواده‌درمانی

خانواده‌درمانی اصطلاحی کلی برای تعدادی از رویکردهای درمانی، که به جای جدا کردن افرادی خاص، برای درمان انفرادی، همه‌ خانواده را به عنوان یک کل در درمان شرکت می دهند. این اصطلاح از دیدگاه نظری، خنثی است. خانواده‌درمانی را می‌توان در چارچوب‌های بسیار گوناگونی بکار برد.

## روش های خانواده‌درمانی

### ساختار درمانی
ساختار درمانی روشی است که توسط سالوادور مینوچین معرفی شده است. تمرکز این روش درمانی بر روی پنج اصل خاص می باشد.

#### ساختار درمانی شامل
1. وضعیت روانی تک تک اعضای خانواده
2. تعاملات بین فردی بر اساس ماتریس هویت
3. تشکیل ساختار خانواده بر اساس تعامل اجتماعی
4. توسعه خانواده و پاسخگویی به نیاز اعضای خانواده
5. در نظر گرفتن الگوهای رشد خانواده به عنوان یک نهاد (یا یک کل منسجم)

### روش درمان استراتژیک
خانواده‌درمانی استراتژیک نظریه ای می باشد که از ترکیب یک سری روش های روان درمانی به دست آمده است. پنج بخش مختلف مربوط به روش درمان استراتژیک شامل: یک مرحله اجتماعی ابتدایی، مرحله مشکل،مرحله تعامل، مرحله هدف و مرحله تعیین وظیفه می باشد.

### روش درمان سیستماتیک
روش درمان سیستماتیک ریشه در خانواده‌درمانی دارد و برخی مواقع به عنوان روش درمان سیستم های خانواده شناخته می شود.یک سری روش های درمان سیستم های خانوادگی وجود دارند که منجر به تشکیل مفهوم فعلی روش درمان سیستماتیک شده اند.
در سال های اخیر روش درمان سیستماتیک از علیت خطی فراتر رفته است و در حال حاضر مشکلات را به عنوان واقعیتی که تحت تاثیر موارد اجتماعی و زبان شناختی قرار گرفته اند، در نظر می گیرد.

### روایت درمانی
تفاوت روایت درمانی نسبت به سایر روش ها ماین است که فرد را تشویق می کند تا خود واقعیش باشد و از مجموعه مهارت خودش برای شناسایی مشکل و همچنین به حداقل رسانی مشکلات مربوط به زندگی روزمره استفاده کند.
ایده مربوط به روایت درمانی عبارت از این مورد می باشد که افراد یک سری داستان های شخصی را ایجاد می کنند و این داستان به آنها کمک می کند تا خودشان را بشناسند و همچنین به این نتیجه برسند که ابزارهای مناسبی برای زندگی شان در اختیار دارند.

### روش درمان میان نسلی
روش درمان میان نسلی این توانایی را در اختیار درمانگران قرار می دهد تا تعاملات و بر هم کنش های موجود مابین افراد یک خانواده را در مابین نسل های مختلف بررسی کند.
مشاهدات و تحلیل های درمانگر خانواده از تعاملات موجود به درمانگر کمک می کند تا مشکل اصلی موجود در داخل گروه خانواده را مشخص کند. درمانگر علاوه بر مشکلات موجود، همچنین موقعیت های چالش زا یا استرس زای مربوط به آینده را هم مشخص می کند.

### ارتباط درمانی
درمان مشکلات ارتباطی یک نیاز رایج می باشد، به خصوص در رابطه با ارتباط درمانی و زمانی که مشکلات مابین زوجین ناشی از نبود ارتباط باشد. مشکلات ارتباطی مابین زوجین می تواند به دلیل تفاوت های موجود در پس زمینه های فرهنگی و یا تجربیات شخصی ایجاد شود.
سایر موقعیت هایی که می توانند منجر به ایجاد مشکلات ارتباطی شوند شامل:
1. آسیب
2. رازداری
3. مشکلات سلامت روانی

## هزینه خانواده‌درمانی در کشورهای مختلف و ایران
بر اساس بررسی های انجام شده، هزینه بین 75 تا 200 دلار به ازای هر ساعت می باشد. در ایران،هزینه های مربوط به مشاوره خانواده و ازدواج می تواند کاملا متغیر باشد. نرخ هزینه ها مابین 90تا 200هزارتومان در هر ساعت متغیر می باشد، ولی برخی از درمانگران بر مبنای درآمد فرد درمانجو، هزینه کمتری را دریافت می کنند؛ این در حالی است که برخی از پزشکان بیمه را قبول می کنند و برخی دیگر از پزشکان از پذیرش بیمه خودداری می کنند. هزینه متوسط مربوط به مشاوره خانواده و ازدواج در حدود 120هزارتومان در هر جلسه می باشد.

## افرادی که به خانواده‌درمانی کمک کرده‌اند
انواع رویکردها و نظریه‌ها درمان سیستم‌های خانواده را ارائه داده‌اند که همه آن‌ها روی جنبه ارتباطی مشکلات انسان تأکید دارند. برخی از افرادی که ارتباط بسیار نزدیکی با سر آغاز این رویکردهای سیستمی دارند عبارتند از:
۱-آلفرد آدلر ۲-موری بوئن ۳-ویرجینیا ستیر ۴-کارل ویتاکر ۵-سالوادور مینوچین ۶-جی هیلی ۷-کلومادانس.